# ضيف الغزال
ضيف عبد الكريم الغزال (1976-2005) صحفي وكاتب ليبي بارز قُتل في ليبيا في مايو 2005.

## النشأة
ولد ضيف الغزال في بنغازي عام 1976. ينحدر والده من قبيلة الشهيبات اليبية، ووالدته من قبيلة هوارة. درس في جامعة قاريونس حيث حصل على إجازة في التاريخ من قسم الآداب . 
في الثمانينيات، انضم ضيف الغزال إلى حركة اللجان الثورية من قبل الحكومة لنشر أيديولوجيات الزعيم الليبي معمر القذافي، على النحو المعبر عنه في الكتاب الأخضر. في أوائل التسعينيات، انضم ضيف إلى المثابة الثورية الجديدة في بنغازي.  تقدم داخل التسلسل الهرمي لحركة اللجان الثورية، وتم تعيينه في منصب منسق الإعلام والثقافة.  واصل عمله كصحفي وعُين رئيس تحرير مكتب بنغازي لجريدة الزحف الأخضر . 

## معارضة الحكومة الليبية
بدأت الخلافات بين ضيف الغزال وحركة اللجان الثورية بالظهور عام 2003. وقد تجلت هذه الاختلافات بوضوح في أعمدته التي نشرت في جريدة الزحف الأخضر. في عام 2004، ألقى محاضرة عن الفساد الحكومي في مركز أبحاث الكتاب الأخضر.  انتقاداته دفعت الحكومة الليبية إلى محاربته بضراوة، ولا سيما أعضاء مجلس حركة اللجان الثورية في البركة في بنغازي.  في 27 فبراير 2005، ذكر ضيف الغزال لصحيفة ليبيا اليوم الإلكترونية (مقرها لندن) إنه كان ضحية قمع وإجراءات غير مبررة بسبب مقالاته وانتقاداته وتقاريره.  بعد هذا الإعلان، تم استدعاء ضيف الغزال إلى مكتب الاتصال لاستجوابه.  رغم كل التهديدات، واصل ضيف الغزال الكتابة بين عامي 2004 و 2005 وكشف هذه التهديدات المزعومة في الصحف الإلكترونية المنشورة خارج ليبيا.

## قتل
في 21 مايو 2005 بحسب محمد عبد الملك رئيس مؤسسة الرقيب لحقوق الإنسان الليبية الموجودة في لندن،  خطف ضيف الغزال من قبل مسلحين أعلنا أنهما من الأمن الداخلي لدى عودته من زيارة صديق له وكان برفقته صحفي آخر يدعى محمد المرغني بالقرب من مزرعة بمنطقة هوري.  في 30 مايو 2005، أبلغت شرطة قاريونس أسرة الغزال بالعثور على جثة مجهولة بدأت في التحلل، وطلبوا منهم التعرف عليها. دفن ضيف الغزال في 3 يونيو 2005. 
وأشار تقرير تشريح الجثة، الذي حصلت عليه منظمة التضامن الليبي لحقوق الإنسان، إلى العديد من علامات التعذيب. كانت معظم أصابعه مقطوعة ، وكان الجسد مصابًا برضوض وطعنات متعددة. استشهد الغزال جراء إصابته بعيار ناري في الرأس. 
ظلت الحكومة الليبية صامتة لمدة خمسة عشر يومًا، من وقت اختطافه، حتى اكتشاف جثته ودفنها لاحقًا. ثم أعلن وزير العدل الليبي علي الحسناوي رسمياً العثور على ضيف الغزال مقتولاً، وأضاف أنه في الواقع من أصل مصري؛ اعتبرت عائلة الغزال أن هذه تصريحات غير لائقة بحق مواطن ليبيي. 
تبقى الأسئلة على الرغم من الوعود التي قدمها وزير العدل حسناوي للكشف عن ملابسات جريمة القتل، وتبني القضية من قبل سيف الإسلام القذافي ، رئيس معهد القذافي للتنمية. 

## ملحوظات
1. ↑  "غزال مات بالتعذيب والحكومة الليبية تنفي مسؤوليتها". الجزيرة. 7 يونيو 2005. مؤرشف من الأصل في 2022-06-05.
2. ↑  Opposition journalist Daif Al Ghazal tortured to death, Reporters Without Borders. June 6, 2005

## روابط خارجية
- مرصد حرية الصحافة العربية
- مراسلون بلا حدود